# Gle Aron (kulle i Indonesien, lat 5,50, long 95,83)
Gle Aron är en kulle i Indonesien.   Den ligger i provinsen Aceh, i den västra delen av landet, 1 800 km nordväst om huvudstaden Jakarta. Toppen på Gle Aron är 65 meter över havet.
Terrängen runt Gle Aron är platt åt nordost, men åt sydväst är den kuperad. Havet är nära Gle Aron åt nordost.Runt Gle Aron är det ganska glesbefolkat, med 47 invånare per kvadratkilometer. Närmaste större samhälle är Sigli, 19,4 km sydost om Gle Aron. Omgivningarna runt Gle Aron är en mosaik av jordbruksmark och naturlig växtlighet.